# ويليام كريستوفر ماكدونالد
ويليام كريستوفر ماكدونالد هو شخصية أعمال كندي، ولد في 10 فبراير 1831 في Tracadie, Prince Edward Island ‏ في كندا، وتوفي في 9 يونيو 1917 في مونتريال في كندا.